# Gare d’Abbaretz
Gare d’Abbaretz vasútállomás Franciaországban, Abbaretz településen.

## Vasútvonalak
Az állomást az alábbi vasútvonalak érintik:
- Nantes-Orléans-Châteaubriant-vasútvonal

## Kapcsolódó állomások
A vasútállomáshoz az alábbi állomások vannak a legközelebb:
- Gare de Nort-sur-Erdre (Gare de Nantes, Nantes-Orléans-Châteaubriant-vasútvonal)
- Gare d’Issé (Gare de Châteaubriant, Nantes-Orléans-Châteaubriant-vasútvonal)